# Transcona (circonscription électorale)
Pour les articles homonymes, voir Transcona.
Circonscription électorale provinciale du Canada
Transcona est une circonscription électorale provinciale du Manitoba (Canada). La circonscription représente la partie est de la ville de Winnipeg.
Les circonscriptions limitrophes sont Radisson au nord-ouest, Saint-Boniface à l'ouest, Southdale au sud-ouest, et Springfield-Ritchot au sud-est, à l'est et au nord-est.

## Liste des députés
| Transcona                         | Transcona                         | Transcona                         | Transcona                         | Transcona                         | Transcona                         |
| Nom                               | Nom                               | Parti                             | Mandat                            | Législature                       |                                   |
| Circonscription issue de Radisson | Circonscription issue de Radisson | Circonscription issue de Radisson | Circonscription issue de Radisson | Circonscription issue de Radisson | Circonscription issue de Radisson |
| --------------------------------- | --------------------------------- | --------------------------------- | --------------------------------- | --------------------------------- | --------------------------------- |
|                                   | Daryl Reid                        | Néo-démocrate                     | 1969 - 1973                       | 29e                               |                                   |
|                                   | Daryl Reid                        | Néo-démocrate                     | 1973 - 1977                       | 30e                               |                                   |
|                                   | Wilson Parasiuk                   | Néo-démocrate                     | 1977 - 1981                       | 31e                               |                                   |
|                                   | Wilson Parasiuk                   | Néo-démocrate                     | 1981 - 1986                       | 32e                               |                                   |
|                                   | Wilson Parasiuk                   | Néo-démocrate                     | 1986 - 1988                       | 33e                               |                                   |
|                                   | Richard Kozak                     | Libéral                           | 1988 - 1990                       | 34e                               |                                   |
|                                   | Daryl Reid                        | Néo-démocrate                     | 1990 - 1995                       | 35e                               |                                   |
|                                   | Daryl Reid                        | Néo-démocrate                     | 1995 - 1999                       | 36e                               |                                   |
|                                   | Daryl Reid                        | Néo-démocrate                     | 1999 - 2003                       | 37e                               |                                   |
|                                   | Daryl Reid                        | Néo-démocrate                     | 2003 - 2007                       | 38e                               |                                   |
|                                   | Daryl Reid                        | Néo-démocrate                     | 2007 - 2011                       | 39e                               |                                   |
|                                   | Daryl Reid                        | Néo-démocrate                     | 2011 - 2016                       | 40e                               |                                   |
|                                   | Blair Yakimoski                   | Progressiste-conservateur         | 2016 - 2019                       | 41e                               |                                   |
|                                   | Nello Altomare                    | Néo-démocrate                     | 2019 - 2023                       | 42e                               |                                   |
|                                   | Nello Altomare                    | Néo-démocrate                     | 2023 - présent                    | 43e                               |                                   |